# Chloridops
Chloridops (лат.) — вымерший род воробьиных птиц подсемейства Гавайские цветочницы.
Род включал всего три вида: два из которых обитали на Большом острове Гавайского архипелага, а один, встречался на островах Кауаи, Оаху и Мауи.
Все три вида вымерли к настоящему времени.
Один вид Большеклювая вьюрковая цветочница (Chloridops kona Wilson,SB, 1888) последний раз наблюдался в 1894 году.
Другие виды Chloridops wahi и Chloridops regiskongi вымерли ещё в доисторические времена.